# Збрка уместо музике
Збрка уместо музике: О опери Леди Макбет из Мценског округа (рус. Сумбур вместо музики – Об опере «Леди Макбет Мценского уезда») је уводник који се појавио у совјетским новинама Правда 28. јануара 1936. У непотписаном чланку осуђује се популарна опера Дмитрија Шостаковича Леди Магбет из Мсценског округа као, између осталог, „формалистичка“, „буржоаска“, „груба“ и „вулгарна“. Одмах након објављивања почеле су да круже гласине да је Јосиф Стаљин написао критику. Иако је то мало вероватно, готово је извесно да је Стаљин био свестан чланка и слагао се са ставовима изнетим у чланку. „Збрка уместо музике“ била је прекретница у Шостаковичевој каријери. Чланак је од тада постао добро познат пример совјетске цензуре уметности.

## Позадина
Лењинградски композитор Дмитриј Шостакович завршио је своју оперу Леди Магбет из Мценског округа 1932. године. Смештена у предреволуционарна времена, Лејди Макбет се бави темама пожуде, усамљености и убиства. Неке од сцена су сексуално експлицитне; критика у Њујорк Сану назвала је оперу „порнофонијом“. 24. јануара 1934. дело је премијерно доживело велики успех, хваљен од стране критичара и владиних званичника. Лејди Магбет се брзо проширила на оперске куће широм света, учврстивши Шостаковичев статус међународне славне личности. У Совјетском Савезу је одмах добило похвале. Лист Советское искусство одао је леди Магбет као „тријумф музичког позоришта“, док га је „Советскаја музика“ назвала „најбољим совјетским делом.“ Партијски званичници су такође били задовољни, величајући оперу и називајући Шостаковича „совјетским композитором васпитаним у најбољој традицији совјетске културе“. Године 1934. и 1935. опера је изведена неколико стотина пута широм земље.

### Стаљиново неодобравање
Скоро тачно две године након премијере опере, Шостакович је позван на представу Бољшој театра 26. јануара 1936, где је затекао Стаљина у присуству неколико сарадника, међу којима су Андреј Жданов и Вјачеслав Молотов. Девет дана пре тога Стаљин је присуствовао другој опери, Тихи Дон Ивана Џержинског, и хвалио је као модел социјалистичког реализма због њене лирске јасноће и емоционалне директности. Лејди Магбет није оставила исти утисак на совјетског вођу. Шостакович је касније писао свом пријатељу Ивану Солертинском да је био сведок како се Стаљин грчио на гласним деловима партитуре и смејао се у сексуалним тренуцима. Незадовољан, Стаљин је отишао након завршетка трећег чина. Уплашени Шостакович је наводно био „бел као чаршав” када се наклонио публици. Два дана касније „Збрка уместо музике“ појавила се на трећој страни издања Правде од 28. јануара.
Чланак је одмах бацио Шостаковича у немилост. Број извођења Лејди Магбет брзо се смањивао, све док опера није била потпуно забрањена. Појединци који су је раније хвалили, били су приморани да повуку своје мишљење. Композитор је изгубио већину својих прихода и провизија. Многе његове колеге у уметничкој заједници покушале су да се дистанцирају од њега, иако су неки, као што су Исак Бабел, Абрам Лежњев и Всеволод Мајерхолд, говорили у прилог Шостаковичу (сва тројица би били стрељани у чисткама).
Шостакович, напола завршен са својом Четвртом симфонијом, био је у Архангелску на концертној турнеји када је прочитао чланак у Правди. Десет дана касније у новинама се појавио још један оштар уводник, овог пута о његовом балету The Limpid Stream. Названо „Балетска лаж“, дело је изазвало још више критика, назвавши композитора музичким шарлатаном и продавцем „естетичког формализма“. Либретиста балета, Адријан Пиотровски, ухапшен је и стрељан следеће године. Иако потресен нападима, Шостакович је наставио да пише своју Четврту симфонију и завршио је у априлу 1936. Заказао је премијеру за децембар и поделио партитуру Лењинградској филхармонији на пробе које су почеле у јесен. Његови пријатељи су изразили бојазан да ће власти бити љуте због дела, на које утиче Густав Малер (који Партија не воли) и који је структурно неконвенционалан. Крајем године Шостакович је позван на састанак са представником Савеза совјетских композитора, који му је саветовао да повуче симфонију уз претњу „административним мерама“ због непоштовања. Композитор је пристао на захтеве и отказао премијеру.
Шостакович је формално рехабилитован премијером своје Пете симфоније у новембру 1937. Подстакнут Збрка уместо музике и другим клеветама, он је поједноставио своју музику како би одговарао рецептима социјалистичког реализма. Пети је био званични успех; Чланови странке који су га раније напали признали су да је "видео своје грешке" и да се поправио.

## Ауторство
Непознато је ко је написао „Збрка уместо музике“, јер је било уобичајено да се чланци који детаљно описују званични став странке објављују анонимно. Научници су спекулисали о ауторству дела. Међу вероватним кандидатима су Жданов, у то време менаџер Лењинградске комунистичке партије, а касније Стаљинов незванични министар културе; Давид Заславски, један од старијих писаца Правде ; Борис Резников, још један радник Правде ; и Платон Керженцев, партијски функционер, драматург и новинар. Прошириле су се гласине да је сам Стаљин написао чланак, иако се сада сматра да је то мало вероватно. Међутим, имајући у виду Стаљиново присуство на извођење у јануару 1936. и изјаве очевидаца о његовом незадовољству, разумно је претпоставити да је он одобрио, ако не и санкционисао, чланак.